# Verbandsgemeinde Schönenberg-Kübelberg

Lage der Verbandsgemeinde im Landkreis Kusel

Die Verbandsgemeinde Schönenberg-Kübelberg war eine Gebietskörperschaft im Landkreis Kusel in Rheinland-Pfalz. Der Verbandsgemeinde gehörten sieben eigenständige Ortsgemeinden an, der Verwaltungssitz war in der namensgebenden Ortsgemeinde Schönenberg-Kübelberg.
Am 1. Januar 2017 wurde die Verbandsgemeinde Schönenberg-Kübelberg aufgelöst, die zugehörigen Gemeinden wurden der neuen Verbandsgemeinde Oberes Glantal zugeordnet.

## Verbandsangehörige Gemeinden
| Ortsgemeinde                           | Fläche (km²) | Einwohner |
| -------------------------------------- | ------------ | --------- |
| Altenkirchen                           | 6,43         | 1.316     |
| Brücken (Pfalz)                        | 8,13         | 2.146     |
| Dittweiler                             | 5,63         | 801       |
| Frohnhofen                             | 3,86         | 525       |
| Gries                                  | 4,03         | 1.020     |
| Ohmbach                                | 3,90         | 816       |
| Schönenberg-Kübelberg                  | 18,68        | 5.543     |
| Verbandsgemeinde Schönenberg-Kübelberg | 50,67        | 12.167    |

Einwohner am 31. Dezember 2015

## Bevölkerungsentwicklung
Die Entwicklung der Einwohnerzahl bezogen auf das Gebiet der ehemaligen Verbandsgemeinde Schönenberg-Kübelberg; die Werte von 1871 bis 1987 beruhen auf Volkszählungen:
| Jahr | Einwohner |
| ---- | --------- |
| 1815 | 3.189     |
| 1835 | 4.897     |
| 1871 | 5.120     |
| 1905 | 6.335     |
| 1939 | 8.862     |
| 1950 | 9.862     |

| Jahr | Einwohner |
| ---- | --------- |
| 1961 | 11.212    |
| 1970 | 11.548    |
| 1987 | 11.325    |
| 1997 | 12.719    |
| 2005 | 12.907    |
| 2015 | 12.167    |

## Verbandsgemeinderat
Der Verbandsgemeinderat Schönenberg-Kübelberg bestand aus 28 ehrenamtlichen Ratsmitgliedern, die bei der Kommunalwahl am 25. Mai 2014 in einer personalisierten Verhältniswahl gewählt wurden, und dem hauptamtlichen Bürgermeister Karl-Heinz Schoon als Vorsitzendem.
Die Sitzverteilung im Verbandsgemeinderat:
| Wahl | SPD | CDU | GRÜNE | FDP | LINKE | FWG | Gesamt   |
| ---- | --- | --- | ----- | --- | ----- | --- | -------- |
| 2014 | 12  | 12  | –     | –   | 1     | 3   | 28 Sitze |
| 2009 | 9   | 11  | 1     | 1   | 1     | 5   | 28 Sitze |
| 2004 | 9   | 11  | 1     | –   | –     | 7   | 28 Sitze |

- FWG = Freie Wählergruppe „bürgernah“

## Kommunalpartnerschaften
- Szabadszállás, Ungarn, seit 3. Oktober 1997

## Verkehr
Durch das Gebiet der ehemaligen Verbandsgemeinde verlief ab 1904 die Glantalbahn. Der Personenverkehr endete 1981, der Güterverkehr bis zum Bahnhof Schönenberg-Kübelberg dauerte bis 1989. Inzwischen wurde die Bahnstrecke innerhalb des Gebiets der ehemaligen Verbandsgemeinde abgebaut; die Trasse dient seit den 2000er Jahren dem Glan-Blies-Weg.